# 韓半島地形
座標: 北緯37度13分5秒 東経128度19分55秒 / 北緯37.21806度 東経128.33194度
韓半島地形（朝鮮語: 한반도 지형）は、大韓民国江原特別自治道寧越郡韓半島面甕亭里にある地形。2011年6月10日に大韓民国の名勝第75号に指定された。当地を含む一帯の河川は「韓半島湿地」という名前で2015年5月13日にラムサール湿地に登録された。
日本語では、「朝鮮半島地形」と称されることもある。

## 概要
朝鮮半島の輪郭に似ていることから「韓半島地形」（「韓半島」は朝鮮半島の韓国での呼び名）と呼ばれる。季節によって特色のある景観が見られる名勝である。
韓半島地形は西江地域を代表する景観の1つで、平昌江の終端に位置し、蛇行して流れる河川の浸食と堆積によって作られた地形である。一帯は石灰岩の地形で、地下水が豊富である。

## アクセス
バスまたは自家用車で駐車場までアクセス可能。韓半島地形の対岸に展望台があり、駐車場から徒歩10分程度で展望台に辿り着く。展望台までの道のりは散策路として整備されており、ところどころに設置された解説パネルによって寧越一帯の地層や韓半島地形の成り立ちについて学ぶことができる。
駐車場は江原特別自治道寧越郡韓半島面韓半島路555にあり、一般車の駐車料金は2,000ウォン。